# Xenolpium oceanicum
Xenolpium oceanicum is een bastaardschorpioenensoort uit de familie van de Olpiidae.